# Dass ihnen der arme Mann Feind wird
Dass ihnen der arme Mann Feind wird ist ein Dokumentarfilm des DEFA-Studios für Dokumentarfilme von Wolfgang Bartsch aus dem Jahr 1975.

## Handlung
Wir sehen Aufnahmen der Stadt Mühlhausen der 1970er Jahre aus der Vogelperspektive, mit Blicken auf einzelne Straßen, auf Fachwerkhäuser mit roten Dächern, die Kirchen und die dort lebenden Menschen. Das ist der Anfang des Films, aufgefüllt mit vielen weiteren neuen Aufnahmen, aber auch mit Bildern von Kunstwerken aus der Zeit des Renaissance-Humanismus bis zum 20. Jahrhundert.  
Es geht um den Deutschen Bauernkrieg zwischen 1524 und 1525 und um den Lebensweg Thomas Müntzers, der in dieser Zeit als Theologe, Reformator und Revolutionär bekannt ist. Er gilt als Bewunderer Martin Luthers und ist nicht nur gegen die geistlichen Oberen,  sondern auch gegen die ständisch geprägte weltliche Ordnung. Als Pfarrer der Marienkirche in Mühlhausen wird er ein Agitator, der sich auch für die gewaltsame Befreiung der Bauern einsetzt. Als Resultat entsteht eine militärische Organisation der Unterdrückten, denn die Sache des einfachen Volkes ist gegen die Angriffe der Ausbeuter mit dem Wort allein nicht durchzusetzen. Müntzer erträumt ein menschliches Zusammenleben von Gleichen unter Gleichen. 
Im April 1525 beginnt in Thüringen der Aufstand der Bauern, mit ersten Siegen im Kampf, die sich auch im Mai fortsetzen. Dabei werden zahlreiche Klöster, Burgen und Schlösser zerstört. Am 14. Mai 1525 vereinigen sich vor Frankenhausen die fürstlichen Heere, die einen Ring um die Aufständischen bilden. Am nächsten Tag spricht Müntzer zu den Bauern, in dem Moment fallen die Söldner über sie her und besiegen sie vollständig. Thomas Müntzer wird gefangen genommen, gefoltert und öffentlich am 27. Mai 1525 hingerichtet.

## Produktion
Dass ihnen der arme Mann Feind wird wurde unter dem Arbeitstitel Mühlhausen auf ORWO-Color gedreht. Die erste Aufführung fand am 25. Juni 1975 statt. 